# آشاغی ایرماک‌لار (آردانوچ)
آشاغی ایرماک‌لار (به ترکی استانبولی: Aşağıırmaklar) یک منطقهٔ مسکونی در ترکیه است که در آردانوچ واقع شده‌است. آشاغی ایرماک‌لار ۱۳۱ نفر جمعیت دارد.